# Бад Мускау
Бад Мускау (на немски: Bad Muskau) е град в Германия, разположен в окръг Гьорлиц, провинция Саксония. Към 31 декември 2011 година населението на града е 3802 души.